# جون فرانكلين ميلر
جون فرانكلين ميلر (بالإنجليزية: John Franklin Miller)‏ هو ضابط ومحامي وسياسي أمريكي، ولد في 21 نوفمبر 1831 في الولايات المتحدة، وتوفي في 8 مارس 1886 في الولايات المتحدة. حزبياً، نشط في الحزب الجمهوري. وقد انتخب عضو مجلس الشيوخ الأمريكي عن دائرة كاليفورنيا (4 مارس 1881 – 8 مارس 1886).